# Sindora
Sindora es un género de fanerógamas perteneciente a la familia Fabaceae. Se encuentra en Asia y África.

## Especies
A continuación se brinda un listado de las especies del género Sindora aceptadas hasta mayo de 2011, ordenadas alfabéticamente. Para cada una se indica el nombre binomial seguido del autor, abreviado según las convenciones y usos.
- Sindora affinis de Wit
- Sindora beccariana de Wit
- Sindora bruggemanii de Wit
- Sindora coriacea (Baker) Prain
- Sindora echinocalyx Prain
- Sindora galedupa Prain
- Sindora glabra de Wit
- Sindora inermis Merr.
- Sindora irpicina de Wit
- Sindora javanica (Koord. & Valeton) Backer
- Sindora klaineana Pellegr.
- Sindora laotica Gagnep.
- Sindora leiocarpa de Wit
- Sindora siamensis Miq.
- Sindora siamensis var. maritima (Pierre) K.Larsen & S.S.Larsen
- Sindora siamensis var. siamensis Miq.
- Sindora sumatrana Miq.
- Sindora supa Merr.
- Sindora tonkinensis K.Larsen & S.S.Larsen
- Sindora velutina Baker
- Sindora wallichii Benth.